# هشاشة العظام في المعصم

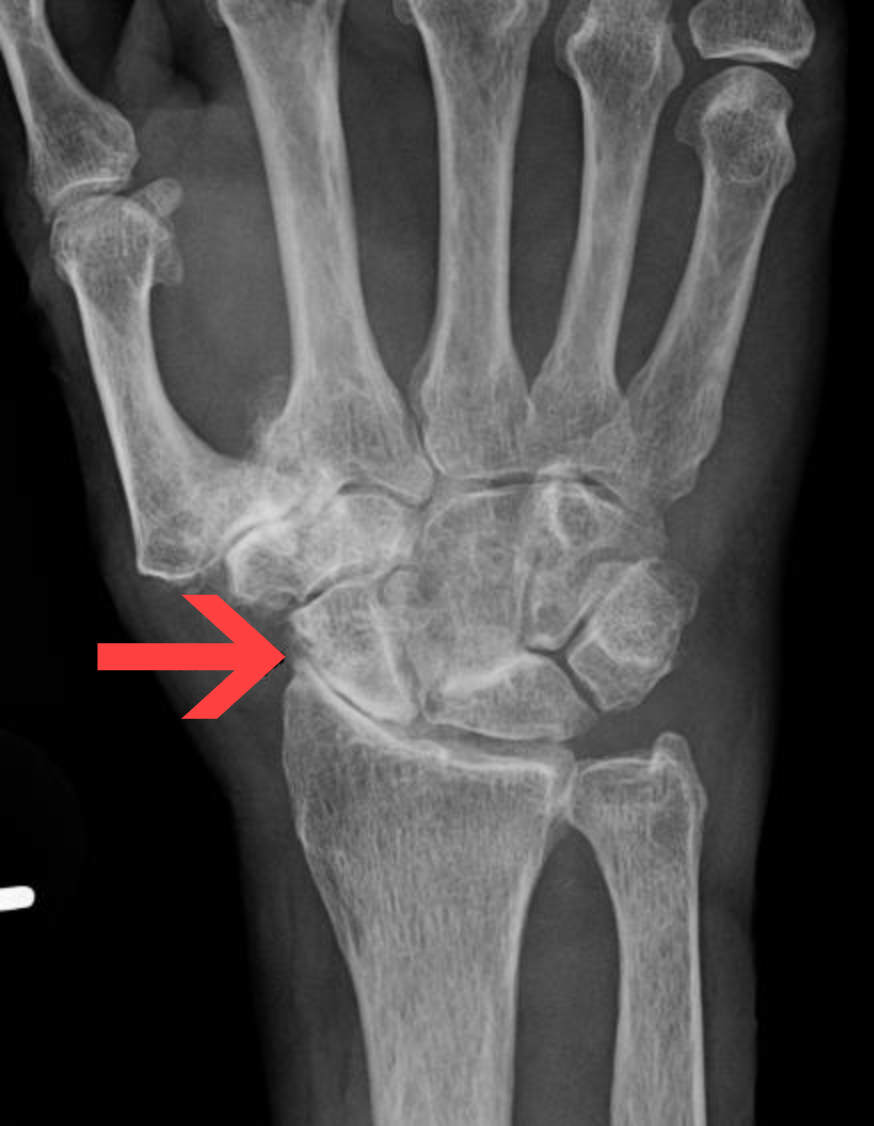
صورة توضيحية

هشاشة العظام في المعصم هي مجموعة من التشوهات الميكانيكية التي تؤدي إلى تدمير المفصل، والتي قد تحدث في الرسغ. تشمل هذه التشوهات تنكس الغضاريف وتغيرات تضخمية في العظام، مما قد يؤدي إلى الألم والتورم وفقدان الوظيفة. هشاشة العظام في الرسغ هي إحدى أكثر الحالات التي يراها جراحو اليد شيوعًا.
قد يكون التهاب مفاصل الرسغ مجهول السبب، ولكن غالبًا ما يُصنف أنه حالة ما بعد الصدمة. يوجد أنواع مختلفة من هشاشة العظام بعد الصدمة. الانهيار المتقدم للمفصل الزورقي-الهلالي (SLAC) هو الشكل الأكثر شيوعًا، يليه الانهيار المتقدم الزورقي غير المنجبر (SNAC). قد تؤدي أسباب أخرى بعد الصدمة مثل الكسور داخل المفصل في عظم الكعبرة البعيد أو الزند إلى هشاشة العظام في الرسغ، ولكنها أقل شيوعًا.

## الأنواع
الانهيار المتقدم الهلالي-الزورقي والانهيار المتقدم الزورقي غير المنجبر هما نوعان من هشاشة العظام في الرسغ، يتبعان أنماطًا يمكن التنبؤ بها اعتمادًا على نوع الإصابة الأساسية. يحدث الانهيار المتقدم الهلالي-الزورقي بسبب تمزق الرباط الهلالي-الزورقي، ويحدث الانهيار المتقدم الزورقي غير المنجبر بسبب كسر زورقي غير منجبر وبذلك سيتطور عظم زورقي غير ملتحم (مشوه). الانهيار المتقدم الهلالي الزورقي أكثر شيوعًا من الانهيار المتقدم الزورقي غير المنجبر. يعاني 55% من مرضى هشاشة العظام من رسغ مصاب بانهيار متقدم هلالي-زورقي.

### الانهيار المتقدم الهلالي-الزورقي
الانهيار المتقدم الهلالي-الزورقي هو نمط من هشاشة العظام في الرسغ يمكن التنبؤ به، وينتج عن عدم استقرار طويل الأمد للمفصل الهلالي الزورقي، والذي بدوره يكون ثانويًا لتمزق الرباط المفصلي. أحد أهم أنواع أمراض الرباط المفصلي هو عدم استقرار الجزء المقوس الظهري منه، إذ تتجه الزاوية الهلالية إلى الجانب الخلفي من اليد.

### الانهيار المتقدم الزورقي غير المنجبر
تغير الكسور غير المُنجبرة الزورقية شكل العظم الزورقي، مما يؤدي إلى حركيات مفصلية غير طبيعية. قد يتطور عدم استقرار الجزء المقوس الظهري من الرباط المفصلي بسبب عدم الاستقرار الناتج عن العظم الزورقي المشوه. الانهيار المتقدم الزورقي غير المنجبر هو نمط هشاشة العظام الذي يتطور في النهاية من خلال هذه العملية.

### المراحل
يمكن تصنيف هشاشة العظام بعد الصدمة إلى أربع مراحل. هذه المراحل متشابهة بين حالتَي الانهيار المتقدم الهلالي-الزورقي والانهيار المتقدم الزورقي غير المنجبر، وتتطلب كل مرحلة علاجًا مختلفًا.
- المرحلة الأولى: هشاشة العظام موضعية فقط في قسم العظم الزورقي البعيد والزائدة الإبرية للكعبرة.
- المرحلة الثانية: تنتشر هشاشة العظام في المفصل الكعبري الزورقي بأكمله.
- المرحلة الثالثة: تنتشر هشاشة العظام في المفصل الكعبري الزورقي بأكمله مع إصابة المفصل بين عظمي الهلالي والكبير.
- المرحلة الرابعة: يحدث الفُصال العظمي في المفصل الرسغي بأكمله وفي المفاصل مع الرسغ. وقد يشمل أيضًا المفصل الكعبري الزندي البعيد.

## العلامات والأعراض
أكثر الأعراض الأولية شيوعًا لالتهاب مفاصل الرسغ هو ألم المفاصل. ينتج الألم عن النشاط ويزداد عندما يكون هناك نشاط بعد الراحة. تشمل العلامات والأعراض الأخرى مثلما هو الحال مع أي مفصل مصاب بهشاشة العظام، ما يلي:
- تيبس المفصل الصباحي الذي يستمر عادة أقل من 30 دقيقة. يحدث أيضًا عند مرضى التهاب المفاصل الروماتويدي، ولكنه يستمر عندهم عادةً لأكثر من 45 دقيقة.
- تورم في الرسغ.
- فرقعة (طقطقة)، والتي يشعر بها المريض عند تحريك اليد بشكل مُنفعل.
- قفل المفصل، يتثبت المفصل في وضع منبسط.
- عدم استقرار المفصل.

يمكن أن تؤدي هذه الأعراض إلى فقدان الوظيفة وتقليل النشاط اليومي.